# Caulastraea echinulata
Espèce
Statut CITES
Caulastraea echinulata est une espèce de coraux appartenant à la famille des Faviidae ou la famille des Merulinidae.